# Ao-Naga-Sprachen
Die Ao-Naga-Sprachen bilden eine Untereinheit der Kuki-Chin-Naga-Sprachen, die zu den tibetobirmanischen Sprachen gehören, einem Primärzweig des Sinotibetischen. Die etwa zehn Ao-Naga-Sprachen werden von 300.000 Menschen in Nordost-Indien im Bundesstaat Nagaland gesprochen. Die größte Einzelsprache ist Lotha (Chizima) mit 80.000 Sprechern.

## Ao-Naga innerhalb des Sinotibetischen
- Sinotibetisch
  - Tibetobirmanisch
    - Kuki-Chin-Naga
      - Mizo-Kuki-Chin
      - Ao-Naga
      - Angami-Pochuri-Naga
      - Zeme-Naga
      - Tangkhul-Naga
      - Meithei (Manipuri)
      - Karbi (Mikir)

## Interne Klassifikation und Sprecherzahlen
- Ao-Naga
  - Ao-Tengsa
    - Ao-Chungli, Ao-Mongsen, Changki, Longla, Yacham Tengsa (zusammen 140 Tsd.)

  - Sangtam-Lotha
    - Sangtam (Lophomi, Thukumi) (40 Tsd.)   Dialekte: Thukumi, Kizare, Pirr, Phelongre, Photsimi, Purr
    - Yimchungrü (Yachumi) (40 Tsd.)   Dialekte: Yimchungrü, Tikhir, Wai, Chirr, Minir
    - Lotha (Chizima) (80 Tsd.)    Dialekte: Live, Tsontsu, Ndreng, Kyong

Klassifikation und Sprecherzahlen nach dem angegebenen Weblink.